# Krasnodar Bisons 2022
Questa voce raccoglie le informazioni riguardanti i Krasnodar Bisons nelle competizioni ufficiali della stagione 2022.

## EESL Vtoraja Liga 2022

### Stagione regolare
| Volžskij 14 maggio 2022 2ª giornata | Volzhsky Kites | 0 – 56 referto | Krasnodar Bisons | Stadion im. Loginova |

| Krasnodar 28 maggio 2022 3ª giornata | Krasnodar Bisons | 20 – 16 referto | Stavropol Stones | USC Pokrovskije ozera |

| Krasnodar 11 giugno 2022 4ª giornata | Krasnodar Bisons | 66 – 0 (28-0 16-0 6-0 16-0) referto | Volzhsky Kites | USC Pokrovskije ozera |

| Nevinnomyssk 10 luglio 2022 6ª giornata | Stavropol Stones | 16 – 50 (0-22 0-14 8-6 8-8) referto | Krasnodar Bisons | Stadion v Parke Pobedy |

### Playoff
| Krasnodar 24 luglio 2022 Wild Card | Krasnodar Bisons | 20 – 0 (a tavolino) referto | Tomsk Warriors |  |

| Samara 6 agosto 2022, ore 17:00 SAMT (16:00 MSK) Semifinale | Nizhnij Novgorod Apache | 6 – 48 (0-6 6-20 0-0 0-22) referto | Krasnodar Bisons | SK Lokomotiv |

| Samara 7 agosto 2022, ore 16:00 SAMT (15:00 MSK) Finale | Samara Stormbringers | 22 – 16 (6-0 0-6 8-10 8-0) referto | Krasnodar Bisons | SK Lokomotiv |

## Statistiche di squadra
| Competizione      | %Vittorie | In casa | In casa | In casa | In casa | In casa | In casa | In trasferta | In trasferta | In trasferta | In trasferta | In trasferta | In trasferta | Totale | Totale | Totale | Totale | Totale | Totale |
| Competizione      | %Vittorie | G       | V       | N       | P       | Pf      | Ps      | G            | V            | N            | P            | Pf           | Ps           | G      | V      | N      | P      | Pf     | Ps     |
| ----------------- | --------- | ------- | ------- | ------- | ------- | ------- | ------- | ------------ | ------------ | ------------ | ------------ | ------------ | ------------ | ------ | ------ | ------ | ------ | ------ | ------ |
| Stagione regolare | 1.000     | 2       | 2       | 0       | 0       | 86      | 16      | 2            | 2            | 0            | 0            | 106          | 16           | 4      | 4      | 0      | 0      | 192    | 32     |
| Playoff           | .667      | 1       | 1       | 0       | 0       | 20      | 0       | 2            | 1            | 0            | 1            | 64           | 28           | 3      | 2      | 0      | 1      | 84     | 28     |
| Totale            | .857      | 3       | 3       | 0       | 0       | 106     | 16      | 4            | 3            | 0            | 1            | 170          | 44           | 7      | 6      | 0      | 1      | 276    | 60     |